# Мендзилесе (Свебодзінський повіт)
Мендзилесе (пол. Międzylesie) — село в Польщі, у гміні Скомпе Свебодзінського повіту Любуського воєводства.
Населення — 1361 особа (2011).
У 1975-1998 роках село належало до Зеленогурського воєводства.

## Демографія
Демографічна структура станом на 31 березня 2011 року:
|          | Загалом | Допрацездатний вік | Працездатний вік | Постпрацездатний вік |
| -------- | ------- | ------------------ | ---------------- | -------------------- |
| Чоловіки | 687     | 136                | 458              | 93                   |
| Жінки    | 674     | 98                 | 358              | 218                  |
| Разом    | 1361    | 234                | 816              | 311                  |